# کوانگ سائه-لیم
کوانگ سائه-لیم (انگلیسی: Kuang Sae-Lim) بازیکن بسکتبال اهل تایلند است. وی در بازی‌های المپیک تابستانی ۱۹۵۶ شرکت کرده‌است.